# Ekstraliga polska w hokeju na lodzie (2012/2013)/składy-transfery
Legenda i uwagi
(*) – zawodnik dołączył do klubu / odszedł z klubu przed sezonem

(**) – zawodnik dołączył do klubu / odszedł z klubu w trakcie sezonu

Uwaga 1: W każdym meczu w jednej drużynie PLH może występować nie więcej niż sześciu (6) zawodników, którzy nie posiadają licencji wydanej przez PZHL nieprzerwanie od co najmniej 48 miesięcy.

Uwaga 2: Ograniczenie to nie dotyczy zawodników, których pierwsza licencja zawodnicza w hokeju na lodzie została wydana przez PZHL.

## Aksam Unia Oświęcim
Trener:  Tomasz Piątek

Asystent:  Waldemar Klisiak

| Nr | Imię i nazwisko        | Data urodzenia            | Wzrost | Waga | Pozycja   | Były klub                         |
| -- | ---------------------- | ------------------------- | ------ | ---- | --------- | --------------------------------- |
| 37 | Michal Fikrt           | 6 kwietnia 1982(dts)      | 183    | 82   | bramkarz  | Acroni Jesenice                   |
| 1  | Robert Kowalówka       | 14 grudnia 1993(dts)      | 180    | 78   | bramkarz  | wychowanek                        |
| 30 | Sebastian Stańczyk     | 20 kwietnia 1987(dts)     | 171    | 73   | bramkarz  | HC GKS Katowice / wychowanek      |
| 17 | Jerzy Gabryś – kapitan | 7 sierpnia 1981(dts)      | 186    | 81   | obrońca   | Zagłębie Sosnowiec / wychowanek   |
|    | Slavomír Hriňa         | 8 lutego 1976(dts)        | 180    | 87   | obrońca   | MHC Martin                        |
| 11 | Michał Kasperczyk      | 6 grudnia 1988(dts)       | 182    | 83   | obrońca   | Bisset Polonia Bytom / wychowanek |
| 27 | Marek Modrzejewski     | 27 maja 1984(dts)         | 178    | 86   | obrońca   | wychowanek                        |
| 8  | Angel Nikolov          | 18 listopada 1975(dts)    | 191    | 94   | obrońca   | Gothiques d’Amiens                |
| 16 | Grzegorz Piekarski     | 19 grudnia 1978(dts)      | 177    | 85   | obrońca   | JKH GKS Jastrzębie                |
| 23 | Tomasz Połącarz        | 13 października 1982(dts) | 184    | 95   | obrońca   | KH Sanok / wychowanek             |
| 59 | Paweł Skrzypkowski     | 1 kwietnia 1986(dts)      | 188    | 85   | obrońca   | Nesta Toruń                       |
| 88 | Adam Żogała            | 8 marca 1991(dts)         | 188    | 85   | obrońca   | HC GKS Katowice / wychowanek      |
| 38 | Mateusz Adamus         | 12 lipca 1987(dts)        | 177    | 82   | napastnik | Polonia Bytom / wychowanek        |
| 24 | Paweł Fiedor           | 8 marca 1991(dts)         | 184    | 87   | napastnik | wychowanek                        |
| 32 | Marcin Jaros           | 27 lutego 1981(dts)       | 188    | 94   | napastnik | Zagłębie Sosnowiec / wychowanek   |
| 18 | Tomasz Jurczak         | 5 lipca 1991(dts)         | 183    | 90   | napastnik | wychowanek                        |
| 15 | Tomasz Kwadrans        | 24 września 1991(dts)     | 183    | 74   | napastnik | wychowanek                        |
| 81 | Damian Piotrowicz      | 26 sierpnia 1991(dts)     | 179    | 78   | napastnik | wychowanek                        |
| 79 | Jarosław Różański      | 29 sierpnia 1976(dts)     | 179    | 82   | napastnik | MMKS Podhale Nowy Targ            |
| 13 | Jarosław Rzeszutko     | 17 października 1986(dts) | 183    | 80   | napastnik | Gothiques d’Amiens                |
| 89 | Piotr Sarnik           | 15 lutego 1977(dts)       | 180    | 86   | napastnik | Zagłębie Sosnowiec                |
| 19 | Wojciech Stachura      | 19 stycznia 1982(dts)     | 183    | 84   | napastnik | Akuna Naprzód Janów               |
| 55 | Peter Tabaček          | 20 stycznia 1985(dts)     | 184    | 90   | napastnik | Akuna Naprzód Janów               |
| 85 | Wojciech Wojtarowicz   | 11 listopada 1980(dts)    | 180    | 85   | napastnik | Akuna Naprzód Janów               |

- Zawodnicy zagraniczni występujący w PLH od co najmniej 48 miesięcy, nie wliczani do limitu obcokrajowców: Peter Tabaček, Petr Valušiak.

Przyszli:
- Mateusz Adamus ←  Polonia Bytom[2]
- Jarosław Różański ←  MMKS Podhale Nowy Targ[3]
- Sebastian Stańczyk ←  HC GKS Katowice
- Adam Żogała ←  HC GKS Katowice
- Dalibor Sedlář ←  HC Prostějov[4]
- Jarosław Rzeszutko ←  Gothiques d’Amiens[5]
- Angel Nikolov ←  Gothiques d’Amiens[6]
- Gleb Łucznikow ←  Mietałłurg Miednogorsk
- Siarhiej Chamko ←  Mietałłurg Żłobin[7]
- Andrej Prokopczik ←  HK Lida
  -  Michal Fikrt ←  Acroni Jesenice (27.09.2012)[8]
  -  Paweł Skrzypkowski ←  Nesta Toruń (18.10.2012)[9]
  -  Piotr Sarnik ←  Zagłębie Sosnowiec (04.12.2012)[10]
  -  Slavomír Hriňa ←  MHC Martinnowiec (26.01.2013)[11]

Odeszli:
- Róbert Krajči →  MsHK Žilina[12]
- Lukáš Říha → dwuletnia dyskwalifikacja[12][13]
- Miroslav Zaťko →  JKH GKS Jastrzębie[14]
- Krzysztof Zborowski →  Legia Warszawa[15]
- Przemysław Witek →  GKS Tychy[16]
- Mikołaj Łopuski →  GKS Tychy[17]
- Radek Procházka →  JKH GKS Jastrzębie[18]
- Jarosław Kłys →  ComArch Cracovia[19][20]
- Patryk Noworyta →  ComArch Cracovia[19][21]
- Sebastian Kowalówka →  ComArch Cracovia[22]
- Piotr Cinalski →  Naprzód Janów[23]
- Jakub Radwan →  HC GKS Katowice
- Mariusz Jakubik → (od 21.10.2013)  Sheffield Steeldogs[24][25]
  -  Szymon Urbańczyk →  HC GKS Katowice (19.10.2012)
  -  Petr Valušiak →  HC GKS Katowice (23.11.2012)[26]
  -  Gleb Łucznikow → (04.12.2012)[10]  Naprzód Janów
  -  Dalibor Sedlář → (13.12.2012)[27]  Sheffield Steeldogs (11.01.2013)
  -  Andrej Prokopczik →? (13.12.2012)[27]
  -  Siarhiej Chamko → (13.12.2012)[27]  Mietałłurg Żłobin (19.12.2012)[28]

## Ciarko PBS Bank KH Sanok
Trener:  Štefan Mikeš

Asystent:  Marcin Ćwikła

| Nr | Imię i nazwisko         | Data urodzenia            | Wzrost | Waga | Pozycja   | Były klub                            |
| -- | ----------------------- | ------------------------- | ------ | ---- | --------- | ------------------------------------ |
| 44 | Daniel Kachniarz        | 8 sierpnia 1986(dts)      | 176    | 80   | bramkarz  | JKH GKS Jastrzębie                   |
| 90 | Przemysław Odrobny      | 21 października 1985(dts) | 190    | 89   | bramkarz  | Stoczniowiec Gdańsk                  |
| 30 | Mateusz Skrabalak       | 9 maja 1993(dts)          | 181    | 71   | bramkarz  | SMS I Sosnowiec / wychowanek         |
| 93 | Łukasz Bułanowski       | 1 maja 1993(dts)          | 197    | 101  | obrońca   | Legia Warszawa                       |
| 12 | Paweł Dronia            | 30 czerwca 1989(dts)      | 180    | 87   | obrońca   | Aksam Unia Oświęcim                  |
| 6  | Ivo Kotaška             | 26 stycznia 1980(dts)     | 182    | 87   | obrońca   | HC Czeskie Budziejowice              |
| 61 | Zoltán Kubát            | 21 lutego 1983(dts)       | 184    | 91   | obrońca   | TKH Nesta Toruń                      |
| 53 | Pavel Mojžíš            | 31 października 1977(dts) | 180    | 87   | obrońca   | HC Kometa Brno                       |
| 76 | Bartłomiej Pociecha     | 22 marca 1992(dts)        | 185    | 80   | obrońca   | HC Vítkovice U20 / KTH Krynica       |
| 23 | Bogusław Rąpała         | 11 grudnia 1981(dts)      | 176    | 89   | obrońca   | wychowanek                           |
| 13 | Patryk Wajda            | 20 maja 1988(dts)         | 179    | 75   | obrońca   | ComArch Cracovia                     |
|    | Martin Belluš           | 2 grudnia 1991(dts)       | 190    | 86   | napastnik | HK Spišská Nová Ves                  |
| 36 | Peter Bartoš            | 5 września 1973(dts)      | 184    | 84   | napastnik | HC Koszyce                           |
| 17 | Marcin Biały            | 17 czerwca 1988(dts)      | 178    | 82   | napastnik | MHk Lipt. Mikułasz U-20 / wychowanek |
| 19 | Krystian Dziubiński     | 28 maja 1988(dts)         | 180    | 85   | napastnik | Podhale Nowy Targ                    |
| 31 | Dariusz Gruszka         | 26 listopada 1988(dts)    | 186    | 83   | napastnik | Podhale Nowy Targ                    |
| 25 | Marcin Kolusz – kapitan | 18 stycznia 1985(dts)     | 185    | 85   | napastnik | MMKS Podhale Nowy Targ               |
| 89 | Tomasz Malasiński       | 23 sierpnia 1986(dts)     | 184    | 87   | napastnik | Podhale Nowy Targ                    |
| 22 | Maciej Mermer           | 22 kwietnia 1978(dts)     | 177    | 78   | napastnik | Orlik Opole / wychowanek             |
|    | Tomáš Méry              | 26 sierpnia 1990(dts)     | 182    | 83   | napastnik | HKm Zvolen                           |
| 27 | Wojciech Milan          | 15 września 1978(dts)     | 181    | 88   | napastnik | TKH Toruń / wychowanek               |
| 20 | Michał Radwański        | 20 lipca 1980(dts)        | 178    | 81   | napastnik | Cracovia / wychowanek                |
| 80 | Marek Strzyżowski       | 1 stycznia 1989(dts)      | 175    | 87   | napastnik | wychowanek                           |
| 73 | Josef Vítek             | 6 stycznia 1981(dts)      | 175    | 88   | napastnik | GKS Tychy                            |
| 8  | Martin Vozdecký         | 11 maja 1978(dts)         | 180    | 86   | napastnik | HK Nitra                             |
| 16 | Wojtek Wolski           | 24 lutego 1986(dts)       | 191    | 91   | napastnik | Washington Capitals                  |
| 10 | Krzysztof Zapała        | 11 marca 1982(dts)        | 174    | 85   | napastnik | Podhale Nowy Targ                    |

- Zawodnicy zagraniczni występujący w PLH od co najmniej 48 miesięcy, nie wliczani do limitu obcokrajowców: Zoltán Kubát, Josef Vítek.

Przyszli:
- Patryk Wajda ←  ComArch Cracovia[29]
- Marcin Ćwikła ← II trener (pracownik klubu)[30]
- Milan Staš ← I trener  HC 05 Banská Bystrica[31]
- Bartłomiej Pociecha ←  HC Vítkovice U20 /  KTH Krynica[32]
- Mateusz Skrabalak ←  SMS I Sosnowiec[33]
- Peter Bartoš ←  HC Koszyce[34]
- Rafał Ćwikła ←  MMKS Podhale Nowy Targ
  -  Wojtek Wolski ←  Washington Capitals (18.10.2012, na okres lokautu w sezonie NHL (2012/2013))[35]
  -  Štefan Mikeš (trener) ← (13.11.2012)[36]
  -  Martin Belluš ←  HK Spišská Nová Ves (31.01.2012)[37]
  -  Tomáš Méry ←  HKm Zvolen (31.01.2012)[37]

Odeszli:
- Dawid Maciejewski →  Nes IK[38][39]
- Paweł Skrzypkowski →  Nesta Karawela Toruń[38]
- Marek Ziętara (trener) →  MMKS Podhale Nowy Targ[40][41]
- Bartosz Maza →  KH Gdańsk[42]
- Roman Guričan →  HC Topoľčany[43]
- Mateusz Wilusz →  Orlik Opole[44]
  -  Sławomir Krzak →? (22.10.2012)[45]
  -  Milan Staš (trener) →  HC Koszyce (10.11.2012)[46]
  -  Rafał Ćwikła →  MMKS Podhale Nowy Targ (08.01.2013)[47]

## ComArch Cracovia
Trener:  Rudolf Roháček

Asystent:  Andrzej Pasiut

| Nr | Imię i nazwisko              | Data urodzenia            | Wzrost | Waga | Pozycja   | Były klub                         |
| -- | ---------------------------- | ------------------------- | ------ | ---- | --------- | --------------------------------- |
| 72 | Mateusz Kulig                | 24 lipca 1990(dts)        | 170    | 65   | bramkarz  | KTH Krynica                       |
| 69 | Sebastian Mrugała            | 2 kwietnia 1992(dts)      | 173    | 84   | bramkarz  | MMKS Podhale Nowy Targ            |
| 31 | Rafał Radziszewski           | 10 lipca 1981(dts)        | 177    | 86   | bramkarz  | Podhale Nowy Targ                 |
| 74 | Nicolas Besch                | 25 października 1984(dts) | 179    | 82   | obrońca   | Jukurit                           |
| 2  | Martin Dudáš                 | 17 marca 1987(dts)        | 192    | 100  | obrońca   | HC Vítkovice / HC Litomierzyce    |
| 31 | Jarosław Kłys                | 23 lipca 1977(dts)        | 181    | 86   | obrońca   | Aksam Unia Oświęcim               |
| 27 | Adrian Kowalówka             | 7 grudnia 1983(dts)       | 185    | 89   | obrońca   | Aksam Unia Oświęcim               |
| 66 | Grzegorz Myjak               | 16 listopada 1989(dts)    | 183    | 85   | obrońca   | KTH Krynica                       |
| 55 | Patryk Noworyta              | 4 lipca 1983(dts)         | 181    | 86   | obrońca   | Aksam Unia Oświęcim               |
| 96 | Łukasz Sznotala              | 4 stycznia 1993(dts)      | 185    | 90   | obrońca   | wychowanek                        |
| 23 | Sebastian Witowski           | 13 września 1976(dts)     | 178    | 74   | obrońca   | KTH Krynica                       |
| 70 | Artur Zieliński              | 15 stycznia 1986(dts)     | 185    | 80   | obrońca   | KTH Krynica                       |
| 8  | Aron Chmielewski             | 9 października 1991(dts)  | 190    | 83   | napastnik | Stoczniowiec Gdańsk               |
| 77 | Tomasz Cieślicki             | 1 października 1989(dts)  | 188    | 90   | napastnik | KTH Krynica                       |
| 24 | Petr Dvořák                  | 11 października 1983(dts) | 185    | 90   | napastnik | HC Valašské Meziříčí              |
| 41 | Josef Fojtík                 | 11 września 1984(dts)     | 182    | 93   | napastnik | HC Valašské Meziříčí              |
| 19 | Grzegorz Horowski            | 2 września 1986(dts)      | 174    | 65   | napastnik | KTH Krynica                       |
| 7  | Piotr Kmiecik                | 14 czerwca 1990(dts)      | 176    | 77   | napastnik | MMKS Podhale Nowy Targ            |
| 10 | Robert Kostecki              | 15 czerwca 1983(dts)      | 172    | 79   | napastnik | Zagłębie Sosnowiec                |
| 12 | Sebastian Kowalówka          | 9 sierpnia 1986(dts)      | 185    | 84   | napastnik | Aksam Unia Oświęcim               |
| 22 | Daniel Laszkiewicz – kapitan | 2 lutego 1976(dts)        | 183    | 94   | napastnik | TKH ThyssenKrupp Energostal Toruń |
| 81 | Leszek Laszkiewicz           | 11 sierpnia 1978(dts)     | 187    | 85   | napastnik | GKS Jastrzębie                    |
| 91 | Michał Piotrowski            | 7 lipca 1981(dts)         | 184    | 83   | napastnik | Wojas Podhale Nowy Targ           |
| 89 | Łukasz Rutkowski             | 4 sierpnia 1987(dts)      | 173    | 75   | napastnik | Zagłębie Sosnowiec                |
| 9  | Damian Słaboń                | 28 stycznia 1979(dts)     | 178    | 80   | napastnik | GKS Tychy                         |
| 40 | Patrik Valčák                | 16 grudnia 1984(dts)      | 187    | 92   | napastnik | HK Nitra                          |

- Nicolas Besch posiada obywatelstwo francuskie i polskie – z tego względu jest traktowany jako gracz krajowy.

Przyszli:
- Patryk Noworyta ←  Unia Oświęcim[21]
- Sebastian Kowalówka ←  Unia Oświęcim[22]
- Robert Kostecki ←  Zagłębie Sosnowiec[33]
- Piotr Ziętara ←  MMKS Podhale Nowy Targ[33]
- Jarosław Kłys ←  Aksam Unia Oświęcim[20]
- Sebastian Mrugała ←  MMKS Podhale Nowy Targ[20]
- Piotr Kmiecik ←  MMKS Podhale Nowy Targ[20]
- Hubert Demkowicz ←  SMS I Sosnowiec
- Martin Dudáš ←  HC Vítkovice / HC Litomierzyce[48][49]
- Josef Fojtík ←  HC Valašské Meziříčí[49]
- Patrik Valčák ←  HK Nitra[49]
- Grzegorz Myjak ←  KTH Krynica[49]
- Artur Zieliński ←  KTH Krynica[49]

Odeszli:
- Patryk Wajda →  Ciarko PBS Bank KH Sanok[29]
- David Kostuch → koniec kariery[50]
- Joel Lenius →  HC Reims[50]
- Rafał Martynowski → koniec kariery[50]
- Nick Sucharski →  HC GKS Katowice[50][51]
- Łukasz Kulik →  Zagłębie Sosnowiec[52]
- Mariusz Dulęba → koniec kariery[53]
- Ondřej Raszka →?[53]
- Patrik Prokop →[53] /  HC Poruba
- Piotr Sarnik →  Zagłębie Sosnowiec[54]
- Sebastian Biela →  MMKS Podhale Nowy Targ[55][56]
- Łukasz Wilczek → koniec kariery
- Tuomas Immonen →  Scorpions de Mulhouse[57]
- Paweł Kosidło → koniec kariery
  -  Piotr Ziętara →  MMKS Podhale Nowy Targ (26.11.2012)[58]
  -  Hubert Demkowicz →  Zagłębie Sosnowiec

## GKS Tychy
Trener:  Peter Křemen

Asystent I:  Dominik Salamon

Asystent II:  Roman Šimíček
| Nr | Imię i nazwisko            | Data urodzenia            | Wzrost | Waga | Pozycja   | Były klub              |
| -- | -------------------------- | ------------------------- | ------ | ---- | --------- | ---------------------- |
| 30 | Marcin Majta               | 9 kwietnia 1994(dts)      | 185    | 69   | bramkarz  | wychowanek             |
| 18 | Arkadiusz Sobecki          | 15 stycznia 1980(dts)     | 175    | 79   | bramkarz  | wychowanek             |
| 33 | Przemysław Witek           | 7 kwietnia 1981(dts)      | 174    | 86   | bramkarz  | Unia Oświęcim          |
| 23 | Bartosz Ciura              | 20 listopada 1992(dts)    | 185    | 84   | obrońca   | UKH Śnieżka Dębica     |
| 13 | Marian Csorich             | 1 grudnia 1979(dts)       | 190    | 104  | obrońca   | ComArch Cracovia       |
| 29 | Rafał Dutka                | 14 sierpnia 1985(dts)     | 179    | 84   | obrońca   | MMKS Podhale Nowy Targ |
| 46 | Tomáš Jakeš                | 20 marca 1976(dts)        | 185    | 91   | obrońca   | VHK Vsetín             |
| 87 | Michał Kotlorz             | 12 maja 1987(dts)         | 179    | 87   | obrońca   | Akuna Naprzód Janów    |
| 44 | Krzysztof Majkowski        | 20 marca 1976(dts)        | 187    | 95   | obrońca   | wychowanek             |
| 45 | Łukasz Sokół               | 12 września 1981(dts)     | 183    | 85   | obrońca   | BTH Bydgoszcz          |
| 12 | Jakub Wanacki              | 12 marca 1991(dts)        | 192    | 90   | obrońca   | MUKS Orlik Opole       |
| 3  | Adam Bagiński              | 17 marca 1980(dts)        | 184    | 82   | napastnik | Stoczniowiec Gdańsk    |
| 28 | Milan Baranyk              | 6 lutego 1980(dts)        | 177    | 80   | napastnik | Nesta Karawela Toruń   |
| 5  | Tobiasz Bernat             | 12 stycznia 1983(dts)     | 177    | 88   | napastnik | SMS I Sosnowiec        |
| 80 | Teddy Da Costa             | 17 lutego 1986(dts)       | 179    | 83   | napastnik | Rouen Hockey Élite 76  |
| 24 | Radosław Galant            | 10 listopada 1990(dts)    | 190    | 88   | napastnik | KTH Krynica            |
| 41 | Kacper Guzik               | 6 kwietnia 1993(dts)      | 183    | 84   | napastnik | Michigan Warriors      |
| 38 | Branislav Jánoš            | 8 stycznia 1971(dts)      | 174    | 81   | napastnik | ŠHK 37 Piešťany        |
| 82 | Mikołaj Łopuski            | 24 grudnia 1985(dts)      | 189    | 83   | napastnik | Unia Oświęcim          |
| 19 | Adrian Parzyszek – kapitan | 18 października 1975(dts) | 180    | 84   | napastnik | Naprzód Janów          |
| 61 | Grzegorz Pasiut            | 7 maja 1987(dts)          | 185    | 91   | napastnik | ComArch Cracovia       |
| 10 | Martin Przygodzki          | 26 września 1991(dts)     | 185    | 77   | napastnik | HC Dukla Trenczyn U-20 |
| 9  | Michał Sowa                | 30 maja 1991(dts)         | 176    | 76   | napastnik | wychowanek             |
| 91 | Łukasz Sośnierz            | 30 stycznia 1991(dts)     | 175    | 74   | napastnik | Naprzód Janów          |
| 31 | Roman Šimíček              | 4 listopada 1971(dts)     | 190    | 109  | napastnik | HC Vítkovice           |
| 66 | Jakub Witecki              | 21 lipca 1990(dts)        | 187    | 83   | napastnik | KTH Krynica            |
| 14 | Michał Woźnica             | 10 maja 1983(dts)         | 178    | 80   | napastnik | wychowanek             |

- Na mocy porozumienia z Naprzodem Janów w zespole Naprzodu w rozgrywkach I ligi 2012/2013 mogą występować zawodnicy GKS Tychy do lat 23.
- Martin Przygodzki posiada obywatelstwo czeskie i polskie, a Teddy Da Costa posiada obywatelstwo francuskie i polskie – z tego względu obaj są traktowani jako gracze krajowi.
- Zawodnik zagraniczny występujący w PLH od co najmniej 48 miesięcy, nie wliczany do limitu obcokrajowców: Tomáš Jakeš.

Przyszli:
- Milan Baranyk ←  Nesta Karawela Toruń[59]
- Przemysław Witek ←  Unia Oświęcim[16]
- Ján Vodila (trener) ←  HK Dukla Michalovce[60]
- Peter Křemen (II trener) ←  HC 07 Prešov[60]
- Rafał Dutka ←  MMKS Podhale Nowy Targ[61]
- Mikołaj Łopuski ←  Unia Oświęcim[17]
- Matúš Leskovjanský ←  HKm Zvolen[62]
- Marcin Majta ← wychowanek
  -  Radoslav Kropáč ←  HK Nitra (21.09.2012)[63]
  -  Tobiasz Bernat ←  Zagłębie Sosnowiec (19.10.2012)[64]
  -  Jonathan Zion ←  Chicago Express (17.11.2012)[65]
  -  Kacper Guzik ←  HC GKS Katowice (28.11./19.12.2012)[66][67]
  -  Branislav Jánoš ←  ŠHK 37 Piešťany (19.12.2012)[68]

Odeszli:
- Igor Bobček →  Miskolci JJSE
- Artur Gwiżdż →  HC GKS Katowice[69][70]
- Marcin Kozłowski →  Zagłębie Sosnowiec[71]
- Tomasz Kozłowski →  Zagłębie Sosnowiec[71]
- Łukasz Mejka →  Naprzód Janów[72][23]
- Wojciech Matczak (trener) →?[73]
- Marek Rączka → koniec kariery
- Sebastian Zgórski →?
- Jonathan Zion →  Tilburg Trappers
  -  Radoslav Kropáč → (16.10.2012)[74]  MsHK Žilina
  -  Matúš Leskovjanský → (17.11.2012)[75]  HC 07 Prešov
  -  Ján Vodila (trener) →? (11.12.2012)[76]
  -  Paweł Banachewicz →? (19.12.2012)[67]
  -  Mariusz Gurazda →  Naprzód Janów (19.12.2012, wypożyczony)[67]

Trenerzy
Od początku sezonu pierwszym trenerem był Słowak, Ján Vodila, a jego asystentem Peter Křemen. 11 grudnia 2012 roku Vodila został zwolniony, a Křemen został pierwszym trenerem. W sztabie pozostał jako asystent Dominik Salamon, zaś dodatkowo grającym asystentem został Roman Šimíček.

## HC GKS Katowice
Trener:  Jacek Płachta

Asystent:  Andrzej Nowak

| Nr | Imię i nazwisko             | Data urodzenia         | Wzrost | Waga | Pozycja   | Były klub                    |
| -- | --------------------------- | ---------------------- | ------ | ---- | --------- | ---------------------------- |
| 69 | Mateusz Domogała            | 17 grudnia 1992(dts)   | 177    | 7    | bramkarz  | wychowanek                   |
| 30 | Zane Kalemba                | 19 grudnia 1985(dts)   | 181    | 84   | bramkarz  | Bloomington Blaze            |
| 1  | Mariusz Ryszkaniec          | 13 lutego 1992(dts)    | 176    | 67   | bramkarz  | Orlik Opole/JKH Jastrzębie   |
| 33 | Nikifor Szczerba            | 11 stycznia 1990(dts)  | 182    | 93   | bramkarz  | Baltica Wilno                |
| 86 | Tobiasz Bigos               | 14 lutego 1986(dts)    | 180    | 80   | obrońca   | GKS Tychy                    |
| 91 | Bartłomiej Bychawski        | 31 maja 1991(dts)      | 184    | 80   | obrońca   | Orlik Opole                  |
| 85 | Daniel Galant               | 23 czerwca 1985(dts)   | 183    | 90   | obrońca   | przerwa w karierze           |
| 8  | Artur Gwiżdż                | 25 czerwca 1984(dts)   | 191    | 94   | obrońca   | GKS Tychy                    |
| 25 | Michał Krokosz              | 19 kwietnia 1987(dts)  | 184    | 85   | obrońca   | Naprzód Janów                |
| 6  | Krzysztof Śmiełowski        | 21 kwietnia 1975(dts)  | 186    | 87   | obrońca   | GKS Tychy                    |
| 81 | Szymon Urbańczyk            | 24 listopada 1989(dts) | 190    | 78   | obrońca   | HC GKS Katowice / wychowanek |
| 24 | Mateusz Bepierszcz          | 19 maja 1991(dts)      | 182    | 72   | napastnik | Legia Warszawa               |
| 41 | Ryan Campbell               | 24 maja 1979(dts)      | 179    | 82   | napastnik | Braehead Clan                |
| 40 | Justin Chwedoruk            | 14 lipca 1984(dts)     | 175    | 79   | napastnik | Quad City Mallards           |
| 84 | Filip Drzewiecki            | 1 maja 1984(dts)       | 177    | 79   | napastnik | JKH GKS Jastrzębie           |
| 27 | Marcin Frączek              | 30 sierpnia 1982(dts)  | 176    | 75   | napastnik | Naprzód Janów                |
| 23 | Robert Grobarczyk – kapitan | 4 listopada 1975(dts)  | 180    | 82   | napastnik | Zagłębie Sosnowiec           |
| 10 | Kamil Kalinowski            | 11 kwietnia 1992(dts)  | 175    | 70   | napastnik | Nesta Toruń                  |
| 93 | Michał Kalinowski           | 17 listopada 1993(dts) | 177    | 69   | napastnik | Nesta Toruń                  |
| 5  | Filip Komorski              | 27 grudnia 1991(dts)   | 180    | 70   | napastnik | Legia Warszawa               |
| 7  | Tomasz Maćkowiak            | 30 kwietnia 1985(dts)  | 175    | 80   | napastnik | GKS Tychy                    |
|    | Samson Mahbod               | 3 lutego 1989(dts)     | 176    | 73   | napastnik | Alaska Aces                  |
| 29 | Luke Popko                  | 23 września 1988(dts)  | 179    | 93   | napastnik | Bloomington Blaze            |
| 16 | Nick Sucharski              | 15 listopada 1987(dts) | 185    | 80   | napastnik | ComArch Cracovia             |
| 22 | Mateusz Szymański           | 21 czerwca 1992(dts)   | 182    | 77   | napastnik | SMS I Sosnowiec / wychowanek |
| 20 | Petr Valušiak               | 7 września 1986(dts)   | 181    | 86   | napastnik | Aksam Unia Oświęcim          |

- Na mocy porozumienia z Polonią Bytom od listopada 2012 roku w zespole Polonii w rozgrywkach I ligi 2012/2013 mogą występować zawodnicy GKS Tychy do lat 23.
- Nick Sucharski posiada obywatelstwo kanadyjskie i polskie – z tego względu jest traktowany jako gracz krajowy.
- Zawodnik zagraniczny występujący w PLH od co najmniej 48 miesięcy, nie jest wliczany do limitu obcokrajowców: Petr Valušiak.

Przyszli:
- Jacek Płachta (trener) ←  Nesta Karawela Toruń[77]
- Nikifor Szczerba ←  Baltica Wilno[78]
- Daniel Galant ← powrót po przerwie w karierze[79]
- Mateusz Bepierszcz ←  Legia Warszawa[80]
- Filip Komorski ←  Legia Warszawa[80]
- Mariusz Ryszkaniec ←  Orlik Opole[81]
- Bartłomiej Bychawski ←  Orlik Opole[81]
- Kamil Pawlik ←  KTH Krynica[81]
- Filip Drzewiecki ←  JKH GKS Jastrzębie[82]
- Artur Gwiżdż ←  GKS Tychy[70]
- Nick Sucharski ←  ComArch Cracovia[51]
- Justin Chwedoruk ←  Quad City Mallards[83]
- Craig Cescon ←  Bloomington Blaze[84]
- Zane Kalemba ←  Bloomington Blaze[85]
- Luke Popko ←  Bloomington Blaze[86]
- Jared Brown ←  Quad City Mallards[87]
- Bobby Preece ←  Quad City Mallards[88]
- Jakub Wiecki ←  EHF Passau Black Hawks
- Kacper Guzik ←  Michigan Warriors
  -  Jakub Radwan ←  Aksam Unia Oświęcim (05.10.2012)
  -  Byron Elliott ←  Cincinnati Cyclones (15.10.2012)[89]
  -  Szymon Urbańczyk ←  Aksam Unia Oświęcim (19.10.2012)
  -  Kamil Kalinowski ←  Nesta Toruń (22.10.2012)[90]
  -  Michał Kalinowski ←  Nesta Toruń (22.10.2012)[90]
  -  Jamie Milam ←  Cardiff Devils (28.10.2012)[91]
  -  Petr Valušiak ←  Aksam Unia Oświęcim (23.11.2012)[26]
  -  Ryan Campbell ←  Braehead Clan (28.11.2012)[66]
  -  Kacper Guzik ←  HC GKS Katowice (28.11./19.12.2012)[66][67]
  -  Samson Mahbod ←  Alaska Aces (31.01.2013)[92]

Odeszli:
- Lukáš Krejčí →  HC Brumov-Bylnice
- Jiří Raszka →?
- Kevin Kozlowski →  Augusta RiverHawks
- Kyle Kozlowski →?
- Sebastian Stańczyk →  Unia Oświęcim
- Adam Żogała →  Unia Oświęcim
- Dawid Hućko → koniec kariery zawodowej →  UKH Cheloo Dębica
- Kevin Szacel →?
- Milan Furo →?
- Piotr Jakubowski →  Orlik Opole[93]
- Rafał Bibrzycki →  Naprzód Janów[23]
- Tomasz Rasikoń →  Naprzód Janów[23]
- Adrian Krzysztofik →  Naprzód Janów[23]
- Łukasz Sękowski →  Naprzód Janów[23]
- Mateusz Podsiedlik →  Naprzód Janów[23]
- Przemyslaw Dominiczewski →  Naprzód Janów
- Sajmon Grelich →  Naprzód Janów
- Tomasz Chyliński →
- Tomasz Koszarek →
- Mateusz Domogała →
- Łukasz Bartak →
  -  Jared Brown →  Rapid City Rush (15.10.2012)[94][95]
  -  Bobby Preece → (04.11.2012)[96] /  Quad City Mallards (12.11.2012)[97]
  -  Kamil Pawlik →? (23.11.2012)[26]
  -  Kacper Guzik →  GKS Tychy (28.11.2012)[66]
  -  Byron Elliott →? (28.11.2012)[66]
  -  Jakub Radwan →  Polonia Bytom (17.01.2013, wypożyczenie)
  -  Craig Cescon →  Braehead Clan (31.01.2013)[92]
  -  Jakub Wiecki → (31.01.2013)[92]  Kassel Huskies[98]
  -  Jamie Milam →  Fort Wayne Komets[99]

## JKH GKS Jastrzębie
Trener:  Jiří Režnar

Asystent:  Daniel Czubiński

| Nr | Imię i nazwisko             | Data urodzenia            | Wzrost | Waga | Pozycja   | Były klub                       |
| -- | --------------------------- | ------------------------- | ------ | ---- | --------- | ------------------------------- |
| 30 | Kamil Feć                   | 27 lutego 1992(dts)       | 182    | 64   | bramkarz  | wychowanek                      |
| 31 | Kamil Kosowski              | 17 lutego 1987(dts)       | 184    | 80   | bramkarz  | wychowanek / SMS I Sosnowiec    |
| 60 | Ramón Sopko                 | 6 kwietnia 1981(dts)      | 173    | 82   | bramkarz  | Ducs d’Angers                   |
| 69 | Mateusz Bryk                | 24 sierpnia 1989(dts)     | 184    | 80   | obrońca   | wychowanek                      |
| 41 | Bartosz Dąbkowski           | 7 lutego 1985(dts)        | 185    | 95   | obrońca   | TKH Nesta Toruń                 |
| 17 | Kamil Górny                 | 20 września 1989(dts)     | 182    | 80   | obrońca   | wychowanek                      |
|    | Milan Karlíček              | 6 lutego 1981(dts)        | 179    | 84   | obrońca   | HC Hradec Králové               |
| 22 | Adrian Labryga              | 11 lutego 1979(dts)       | 186    | 95   | obrońca   | Zagłębie Sosnowiec              |
| 68 | Tomasz Pastryk              | 23 lutego 1986(dts)       | 193    | 89   | obrońca   | wychowanek                      |
| 97 | Mateusz Rompkowski          | 8 maja 1986(dts)          | 184    | 85   | obrońca   | Stoczniowiec Gdańsk             |
| 76 | Maciej Sulka                | 21 lutego 1987(dts)       | 183    | 84   | obrońca   | MMKS Podhale Nowy Targ          |
| 6  | Miroslav Zaťko              | 27 stycznia 1984(dts)     | 189    | 96   | obrońca   | Aksam Unia Oświęcim             |
| 8  | Richard Bordowski           | 20 czerwca 1982(dts)      | 185    | 94   | napastnik | HC Ołomuniec                    |
| 29 | Mateusz Danieluk            | 17 kwietnia 1986(dts)     | 188    | 93   | napastnik | Zagłębie Sosnowiec / wychowanek |
| 24 | Damian Kapica               | 18 lipca 1992(dts)        | 176    | 70   | napastnik | HC Trzyniec U–20                |
| 96 | Arkadiusz Kąkol             | 12 lipca 1988(dts)        | 177    | 72   | napastnik | Legia Warszawa / wychowanek     |
| 23 | Patryk Kogut                | 19 października 1991(dts) | 186    | 83   | napastnik | Naprzód Janów                   |
| 91 | Richard Král                | 16 maja 1970(dts)         | 186    | 96   | napastnik | BK Mladá Boleslav               |
| 10 | Tomasz Kulas                | 22 września 1989(dts)     | 180    | 75   | napastnik | wychowanek                      |
| 13 | Petr Lipina                 | 21 sierpnia 1977(dts)     | 186    | 96   | napastnik | HC Kometa Brno                  |
| 42 | Szymon Marzec               | 28 marca 1991(dts)        | 190    | 86   | napastnik | Stoczniowiec Gdańsk             |
| 20 | Łukasz Nalewajka            | 30 listopada 1993(dts)    | 173    | 74   | napastnik | wychowanek / SMS I Sosnowiec    |
| 88 | Radosław Nalewajka          | 30 listopada 1993(dts)    | 170    | 68   | napastnik | wychowanek / SMS I Sosnowiec    |
| 48 | Radek Procházka             | 6 stycznia 1978(dts)      | 176    | 82   | napastnik | Aksam Unia Oświęcim             |
| 98 | Maciej Rompkowski           | 6 września 1990(dts)      | 188    | 79   | napastnik | Sturgeon Falls Lumberjacks      |
| 61 | Błażej Salamon              | 25 października 1987(dts) | 178    | 84   | napastnik | Polonia Bytom                   |
| 16 | Marcin Słodczyk             | 3 czerwca 1979(dts)       | 182    | 91   | napastnik | Akuna Naprzód Janów             |
| 92 | Maciej Urbanowicz – kapitan | 12 lipca 1986(dts)        | 183    | 89   | napastnik | Energa Stoczniowiec Gdańsk      |
| 24 | Jiří Zdeněk                 | 12 listopada 1982(dts)    | 175    | 78   | napastnik | Zagłębie Sosnowiec              |

- Na mocy porozumienia o współpracy z Orlikiem Opole w zespole Orlika w rozgrywkach I ligi 2012/2013 mogą występować zawodnicy JKH.
- Zawodnicy zagraniczni występujący w PLH od co najmniej 48 miesięcy, nie wliczani do limitu obcokrajowców: Petr Lipina, Miroslav Zaťko.

Przyszli:
- Miroslav Zaťko ←  Aksam Unia Oświęcim[14]
- Radek Procházka ←  Aksam Unia Oświęcim[18]
- Jiří Zdeněk ←  Zagłębie Sosnowiec[18]
- Ramón Sopko ←  Ducs d’Angers[100]
- Krzysztof Zborowski ←  Aksam Unia Oświęcim[101]
- Łukasz Nalewajka ←  SMS I Sosnowiec
- Radosław Nalewajka ←  SMS I Sosnowiec
- Maciej Rompkowski ←  Sturgeon Falls Lumberjacks[102]
- Maciej Sulka ←  MMKS Podhale Nowy Targ[102]
- Damian Kapica ←  HC Trzyniec U–20[103]
  -  Milan Karlíček ←  HC Hradec Králové (31.01.2012)[104]

Odeszli:
- Mariusz Ryszkaniec →  Orlik Opole →  JKH GKS Jastrzębie
- Michał Elżbieciak →  Zagłębie Sosnowiec[105]
- Martin Ivičič → HC Dukla Senica[106]
- Filip Drzewiecki →  HC GKS Katowice[106][82]
- Mateusz Strużyk →  KH Gdańsk[106][42]
- Krzysztof Zborowski → (27.08.2012)[107] /  Legia Warszawa (27.10.2012)[15]
- Michał Szczurek →  Orlik Opole

## Nesta Karawela Toruń
15 października 2012 roku klub z Torunia został wycofany z rozgrywek wskutek problemów finansowych (do tej pory drużyna rozegrała 14 meczów)

Trener:  Jaroslav Lehocký

Asystent:  Tomasz Jaworski

| Nr | Imię i nazwisko               | Data urodzenia        | Wzrost | Waga | Pozycja   | Były klub                    |
| -- | ----------------------------- | --------------------- | ------ | ---- | --------- | ---------------------------- |
| 39 | Krzysztof Bojanowski          | 28 września 1991(dts) | 171    | 91   | bramkarz  | Powassan Eagles              |
| 1  | Michał Plaskiewicz            | 1 listopada 1983(dts) | 180    | 74   | bramkarz  | KH Ciarko Sanok / wychowanek |
| 94 | Jakub Gimiński                | 29 stycznia 1994(dts) | 182    | 88   | obrońca   | wychowanek                   |
| 86 | Peter Gula                    | 27 kwietnia 1986(dts) | 174    | 85   | obrońca   | HK 36 Skalica                |
| 90 | Piotr Huzarski                | 11 lipca 1993(dts)    | 184    | 69   | obrońca   | wychowanek                   |
| 13 | Piotr Koseda                  | 29 kwietnia 1985(dts) | 176    | 87   | obrońca   | KH Ciarko Sanok              |
| 12 | Miłosz Lidtke                 | 22 czerwca 1989(dts)  | 181    | 85   | obrońca   | MKS Sokoły Toruń             |
| 18 | Przemysław Bomastek – kapitan | 22 lutego 1979(dts)   | 189    | 98   | napastnik | GKS Katowice / wychowanek    |
| 68 | Jacek Dzięgiel                | 10 stycznia 1985(dts) | 172    | 67   | napastnik | KTH Krynica                  |
| 87 | Kamil Gościmiński             | 10 lipca 1989(dts)    | 187    | 87   | napastnik | wychowanek                   |
| 58 | Piotr Husak                   | 30 września 1991(dts) | 183    | 83   | napastnik | MKS Sokoły Toruń             |
| 66 | Mariusz Kuchnicki             | 20 czerwca 1986(dts)  | 176    | 80   | napastnik | MKS Sokoły Toruń             |
| 19 | Arkadiusz Marmurowicz         | 24 marca 1985(dts)    | 184    | 91   | napastnik | MKS Sokoły Toruń             |
| 15 | Daniel Minge                  | 13 kwietnia 1989(dts) | 183    | 87   | napastnik | MKS Sokoły Toruń             |
| 98 | Bartosz Pieniak               | 24 kwietnia 1991(dts) | 180    | 85   | napastnik | MKS Sokoły Toruń             |
| 91 | Marek Wróbel                  | 15 maja 1989(dts)     | 189    | 88   | napastnik | Stoczniowiec Gdańsk          |

Przyszli:
- Paweł Skrzypkowski ←  Ciarko PBS Bank KH Sanok[109]
- Martin Malat ←  Bisons de Neuilly-sur-Marne[110]
- Lukáš Lang ←  Hockey Club de Mulhouse[111]
- Michal Borovanský ←  HC Kobra Praga[111]
- Peter Gula ←  HK 36 Skalica[111]
- Sylwester Soliński ←  Stoczniowiec Gdańsk[112]
- Krzysztof Bojanowski ←  MKS Sokoły Toruń /  Powassan Eagles

Odeszli:
- Milan Baranyk → GKS Tychy[59]
- Aivars Gaisins →?[113]
- Tomasz Witkowski →  Skien[114] →  Nes IK[115]
- Tomasz Ziółkowski →  KH Gdańsk[42]
- Dawid Maj →?
- Łukasz Chrzanowski →?[116]
- Paweł Połącarz →?[116]
- Piotr Winiarski →?[116]
- Toms Bluks →[117] /  SMScredit.lv
- Michał Smeja →?[111]
- Konrad Bałos →?
- Michał Wąsik →?
- Mateusz Kurpiewski →?
- Sylwester Soliński →  KH Gdańsk[118]
- Wojciech Jankowski →?[119]
  -  Martin Malat → (01.10.2012)[120]  Acroni Jesenice
  -  Paweł Skrzypkowski →  Aksam Unia Oświęcim (12.10.2012)[121]
  -  Michał Porębski →  Legia Warszawa (19.10.2012)[122]
  -  Kamil Kalinowski →  HC GKS Katowice (22.10.2012)[90]
  -  Michał Kalinowski →  HC GKS Katowice (22.10.2012)[90]
  -  Michal Borovanský →  Königsborner JEC (22.10.2012)
  -  Lukáš Lang →  Ritter Nordhorn (22.11.2012)

## Zagłębie Sosnowiec
Trener:  Krzysztof Podsiadło

Asystent: brak

| Nr | Imię i nazwisko     | Data urodzenia        | Wzrost | Waga | Pozycja   | Były klub                    |
| -- | ------------------- | --------------------- | ------ | ---- | --------- | ---------------------------- |
|    | Łukasz Białek       | 20 lutego 1994(dts)   | 190    | 84   | bramkarz  | SMS I Sosnowiec / wychowanek |
| 33 | Tomasz Dzwonek      | 15 kwietnia 1987(dts) | 185    | 80   | bramkarz  | wychowanek                   |
|    | Michał Kieler       | 20 lipca 1995(dts)    | 183    | 73   | bramkarz  | SMS I Sosnowiec / wychowanek |
| 94 | Wojciech Romanowski | 26 marca 1988(dts)    | 183    | 95   | bramkarz  | Naprzód Janów                |
| 30 | Bartłomiej Nowak    | 30 grudnia 1990(dts)  | 172    | 78   | bramkarz  | SMS I Sosnowiec              |
| 7  | Rafał Cychowski     | 14 maja 1978(dts)     | 178    | 90   | obrońca   | Ciarko KH Sanok              |
| 6  | Kamil Duszak        | 11 kwietnia 1985(dts) | 182    | 86   | obrońca   | wychowanek                   |
| 12 | Michał Działo       | 8 lutego 1987(dts)    | 177    | 77   | obrońca   | Akuna Naprzód Janów          |
| 17 | Jakub Jaskólski     | 26 grudnia 1989(dts)  | 178    | 80   | obrońca   | wychowanek                   |
| 35 | Marcin Kołodziej    | 3 kwietnia 1993(dts)  | 180    | 75   | obrońca   | wychowanek                   |
| 78 | Jarosław Kuc        | 23 lutego 1978(dts)   | 182    | 90   | obrońca   | ComArch Cracovia             |
| 43 | Łukasz Kulik        | 11 stycznia 1987(dts) | 187    | 88   | obrońca   | ComArch Cracovia             |
| 49 | Adrian Kurz         | 14 lutego 1990(dts)   | 182    | 75   | obrońca   | KTH Krynica                  |
| 55 | Justin Mazurek      | 8 listopada 1988(dts) | 172    | 80   | obrońca   | wolny zawodnik               |
| 37 | Sebastian Baca      | 1 kwietnia 1993(dts)  | 180    | 79   | napastnik | wychowanek                   |
| 25 | Mateusz Białek      | 6 marca 1991(dts)     | 194    | 110  | napastnik | wychowanek                   |
|    | Hubert Demkowicz    | 5 czerwca 1993(dts)   |        |      | napastnik | ComArch Cracovia             |
| 29 | Jarosław Dołęga     | 16 lipca 1982(dts)    | 179    | 93   | napastnik | TKH Toruń                    |
| 14 | Karol Golec         | 5 lipca 1985(dts)     | 185    | 78   | napastnik |                              |
| 81 | Michał Jarnutowski  | 10 grudnia 1992(dts)  | 179    | 82   | napastnik | wychowanek                   |
| 71 | Marcin Kozłowski    | 10 kwietnia 1983(dts) | 182    | 84   | napastnik | GKS Tychy                    |
| 18 | Tomasz Kozłowski    | 23 września 1986(dts) | 182    | 84   | napastnik | GKS Tychy                    |
| 20 | Łukasz Podsiadło    | 2 lipca 1986(dts)     | 185    | 86   | napastnik | Naprzód Janów                |
| 24 | Dawid Majoch        | 3 września 1993(dts)  | 175    | 71   | napastnik | SMS I Sosnowiec              |
| 4  | Maciej Szewczyk     | 31 maja 1989(dts)     | 176    | 76   | napastnik | Unia Oświęcim                |
| 13 | Rafał Twardy        | 30 stycznia 1978(dts) | 173    | 81   | napastnik | Unia Oświęcim                |
| 9  | Łukasz Zachariasz   | 20 września 1982(dts) | 182    | 92   | napastnik | Stoczniowiec Gdańsk          |

Przyszli:
- Michał Elżbieciak ←  JKH GKS Jastrzębie[105]
- Marcin Kozłowski ←  Zagłębie Sosnowiec[71]
- Tomasz Kozłowski ←  Zagłębie Sosnowiec[71]
- Łukasz Kulik ←  ComArch Cracovia[52]
- Piotr Sarnik ←  ComArch Cracovia[54]
- Vladimír Luka ←  HC Karwina[123]
- Filip Štefanka ←  HC Karwina[123]
  -  Dawid Majoch ←  SMS I Sosnowiec (03.10.2012)[124]
  -  Justin Mazurek ← wolny zawodnik (03.10.2012)[125]
  -  Wojciech Romanowski ←  Naprzód Janów (24.01.2013)[126]
  -  Michał Kieler ←  SMS I Sosnowiec (24.01.2013)[126]
  -  Łukasz Białek ←  SMS I Sosnowiec (24.01.2013)[126]
  -  Hubert Demkowicz ←  ComArch Cracovia (06.02.2013)

Odeszli:
- Karel Horný →  HC Slezan Opava[127]
- Pawieł Kostromitin →  Naprzód Janów[127][23]
- Zbigniew Szydłowski →  Polonia Bytom[105]
- Andrzej Banaszczak →  Polonia Bytom[52][23]
- Łukasz Kisiel →  Polonia Bytom[52][23]
- Jiří Zdeněk →  JKH GKS Jastrzębie[105][18]
- Artur Ślusarczyk → koniec kariery (zatrudnienie w klubie)[128]
- Robert Kostecki →  Cracovia[54][33]
- Mateusz Bernat →  Naprzód Janów[23]
- Szymon Kątny →  Naprzód Janów[23]
- Sebastian Gorczyca →?
- Maciej Stehlik →  Orlik Opole
- Michał Stokłosa →?
- Wojciech Romanowski →  Naprzód Janów
  -  Filip Štefanka → (03.10.2012)[124] /  HC Orlova
  -  Tobiasz Bernat →  GKS Tychy (15.10.2012)[129][64]
  -  Mariusz Kieca → inne funkcje w klubie (02.11.2012)[130].
  -  Vladimír Luka → (18.11.2012)[131] /  HC Karwina
  -  Piotr Sarnik → (02.12.2012) /  Aksam Unia Oświęcim (04.12.2012)[10]
  -  Michał Elżbieciak → (24.01.2013)[126]  Naprzód Janów
  -  Martin Voznik → (25.01.2013)  MMKS Podhale Nowy Targ (29.01.2013)[132]

Trenerzy
Od początku sezonu pierwszym trenerem był Krzysztof Podsiadło, a jego asystentem Mariusz Kieca. 2 października 2012 roku pierwszym trenerem został Podsiadło, a obowiązki asystenta przejął Kieca. 2 listopada 2012 roku Mariusz Kieca został zwolniony z funkcji II trenera.